# Drosophila bifidiprocera
Drosophila bifidiprocera är en tvåvingeart som beskrevs av Zhang och Gan 1986. Drosophila bifidiprocera ingår i släktet Drosophila och familjen daggflugor.
Artens utbredningsområde är provinsen Yunnan i Kina.